# NGC 6054
NGC 6054 (również IC 1183 lub PGC 57086) – galaktyka soczewkowata (SB0), znajdująca się w gwiazdozbiorze Herkulesa. Odkrył ją Lewis A. Swift 27 czerwca 1886 roku. Należy do Gromady galaktyk w Herkulesie. Niektóre katalogi i bazy obiektów astronomicznych (np. SIMBAD) błędnie podają, że NGC 6054 to sąsiednia galaktyka PGC 57073.